# Marijana Nikołowa
Marijana Nikołowa, bułg. Марияна Николова (ur. 16 września 1975 w Botewgradzie) – bułgarska prawniczka i urzędniczka państwowa, w latach 2018–2021 wicepremier, od 2020 do 2021 również minister turystyki.

## Życiorys
Ukończyła szkołę średnią w miejscowości Prawec. Absolwentka prawa na Nowym Uniwersytecie Bułgarskim. Uzyskała też m.in. magisterium z administracji publicznej na Uniwersytecie Sofijskim im. św. Klemensa z Ochrydy. Podjęła w Sofii praktykę w zawodzie adwokata. Pracowała m.in. jako doradca w resorcie administracji publicznej i na dyrektorskim stanowisku w obsłudze prawnej ministerstwa rolnictwa. Kierowała również departamentem prawnym państwowego przedsiębiorstwa energetycznego NEK EAD.
W maju 2017 wicepremier Waleri Simeonow powierzył jej stanowisko dyrektora swojego gabinetu. W listopadzie 2018 Marijana Nikołowa zastąpiła go na funkcji wicepremiera do spraw gospodarki i demografii w koalicyjnym trzecim gabinecie Bojka Borisowa. W lipcu 2020 w tym samym rządzie została dodatkowo ministrem turystyki. Obie funkcje pełniła do maja 2021.